# Lariscus
Lariscus — рід вивірок підродини Callosciurinae. Вони зустрічаються лише в Південно-Східній Азії.

## Спосіб життя
Вони є маловідомими мешканцями тропічних лісів, що населяють гірські райони на висоті від 900 до 1500 метрів над рівнем моря. Хоча вони можуть лазити по деревах, вони здебільшого тримаються близько до землі, шукаючи фрукти та горіхи. Вони будують свої гнізда в дуплах стовбурів дерев.

## Характеристики
Lariscus insignis, найпоширеніший вид, має довжину голови та тіла 18 см, а довжину хвоста — 10 см. Хутро зазвичай сіро-коричневе, з жовтуватими боками та білим низом. Три чорні поздовжні смуги проходять по спині та верхній частині боків. Деякі особини відхиляються від цього типового кольорового візерунка; вони можуть бути суцільно коричневими без видимих смуг.